# Túl·lia de legacions voluntàries
La lex Tullia de legationibus liberis va ser una antiga llei romana proposada pel cònsol Marc Tul·li Ciceró l'any 63 aC per la qual les ambaixades oficials no podien durar més d'un any.
Això era degut al fet que els rics romans i els senadors que volien viatjar per negocis o plaers, obtenien una ambaixada i així feien el viatge, sovint d'uns quants anys o diverses vegades amb períodes d'interrupció, a costa de l'estat. La proposta de Ciceró establia la prohibició total de les ambaixades, però el tribú de la plebs Livi va aconseguir modificar la proposta per deixar-la en un any.